# Jernej Kopitar

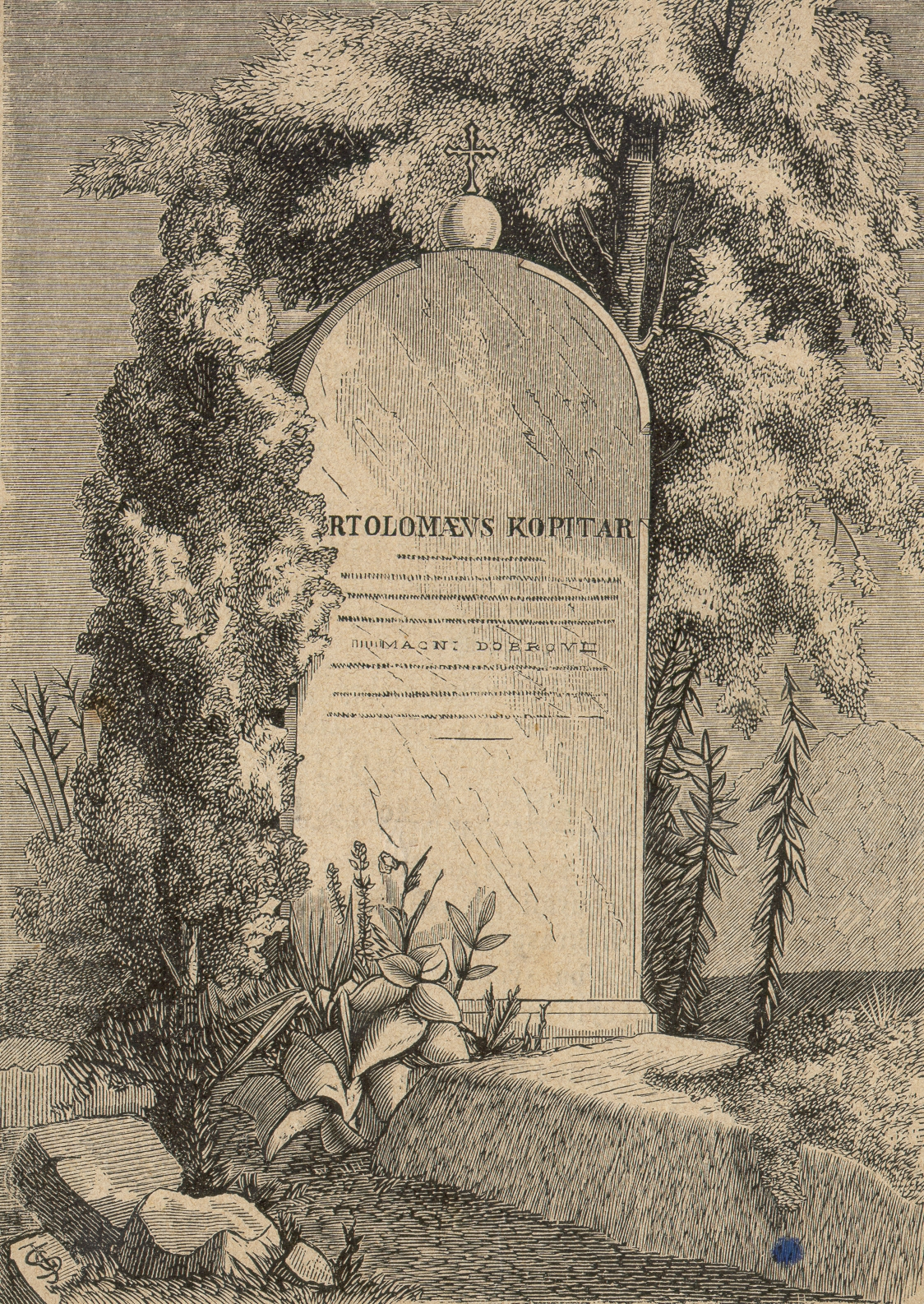
Wiener Grabstein für „Bartholomäus Kopitar“, jetzt auf dem Laibacher Navje-Friedhof

Bartholomäus  (Jernej) Kopitar (* 21. August 1780 in Repnje, Krain, Habsburgermonarchie; † 11. August 1844 in Wien, Kaisertum Österreich) war ein slowenischer Sprachwissenschaftler und Slawist. Er gilt zusammen mit Josef Dobrovský und Pavel Jozef Šafárik als einer der Begründer der wissenschaftlichen Slawistik und Pionier des Austroslawismus.
Weiterhin gilt Jernej Kopitar mit Fran Miklošič als einer der Wegbereiter der Balkanologie, da er einen Sprachbund der Region identifizierte.

## Leben und Wirken
Nach dem Abschluss des Gymnasiums in Ljubljana (Laibach) und Hauslehrertätigkeiten ging Kopitar nach Wien, wo er Jura studierte und sich mit slawischen Sprachen beschäftigte. Ab 1810 war er an der Wiener Hofbibliothek beschäftigt, unter anderem als Zensor slawischer und griechischer Bücher.
Kopitar stand am Anfang der slowenischen wissenschaftlichen Grammatikschreibung. So veröffentlichte er im Jahre 1808 eine „Grammatik der Slavischen Sprache in Krain, Kärnten und Steyermark“, ein Jahr später eine „Grammatik des Slovenischen“. Ebenso leistete er wertvolle Beiträge im Bereich der slawischen Textedition wie beispielsweise Glagolita Clozianus (1836), worin die sog. „Freisinger Denkmäler“ enthalten sind, der erste längere in lateinischer Schrift verfasste slawische Text, der als erster Textzeuge der slowenischen Sprache gilt. In der Einführung zu diesem Werk stellt Kopitar die sog. Pannonische Theorie auf, die besagt, dass das Ursprungsgebiet der altkirchenslawischen Sprache Slowenien bzw. Pannonien sei.
Weiterhin unterstützte Kopitar Vuk Karadžić bei der Schaffung einer auf volkssprachlichen Dialekten basierenden serbischen Literatursprache.
1837 wurde er zum auswärtigen Mitglied der Göttinger Akademie der Wissenschaften gewählt. Für seine Verdienste wurde ihm von preußischen König Friedrich Wilhelm IV. am 31. Mai 1842 der Orden Pour le Mérite für Wissenschaft und Künste verliehen.